# Plantago debilis
Plantago debilis är en grobladsväxtart som beskrevs av Robert Brown. Plantago debilis ingår i släktet kämpar, och familjen grobladsväxter. Inga underarter finns listade i Catalogue of Life.